# خلدون الخوالدة
خلدون عبد المطي خلف حمدان الخوالدة هو لاعب كرة قدم أردني محترف يلعب كجناح أيمن لنادي السلط الأردني والمنتخب الأردني.

## روابط خارجية
- خلدون الخوالدة على موقع قاعدة بيانات كرة القدم.إي يو (الإنجليزية)
- خلدون الخوالدة على موقع كووورة